# 萬錦街
萬錦街是加拿大安大略省多倫多的一條南北向住宅街道，位於巴佛士街以西一個街區。街道北始薛頓村社區附近，途經米爾維什村、巴麥尊-小意大利、三一-卑路活，南迄皇后西街。

## 特徵
萬錦街經過數個主要由住宅小巷組成的社區，內部遍布半獨立式住宅，大多建於20世紀初。主要相交街道有布魯亞街、哈拔街、書院街、登打士街及皇后街。這些東西向街道以商業性質為主，為兩至四車道的主幹道。東邊是南北走向的巴佛士街，亦是四車道主幹道，兩側多為住宅。西邊是南北走向的巴麥尊道。

## 地標
- 地鐵巴佛士站
- 巴麥尊-小意大利（英语：Palmerston-Little Italy）
- 小意大利（英语：Little Italy, Toronto）
- 三一-卑路活（英语：Trinity-Bellwoods）
- 皇后西街

## 外部連結

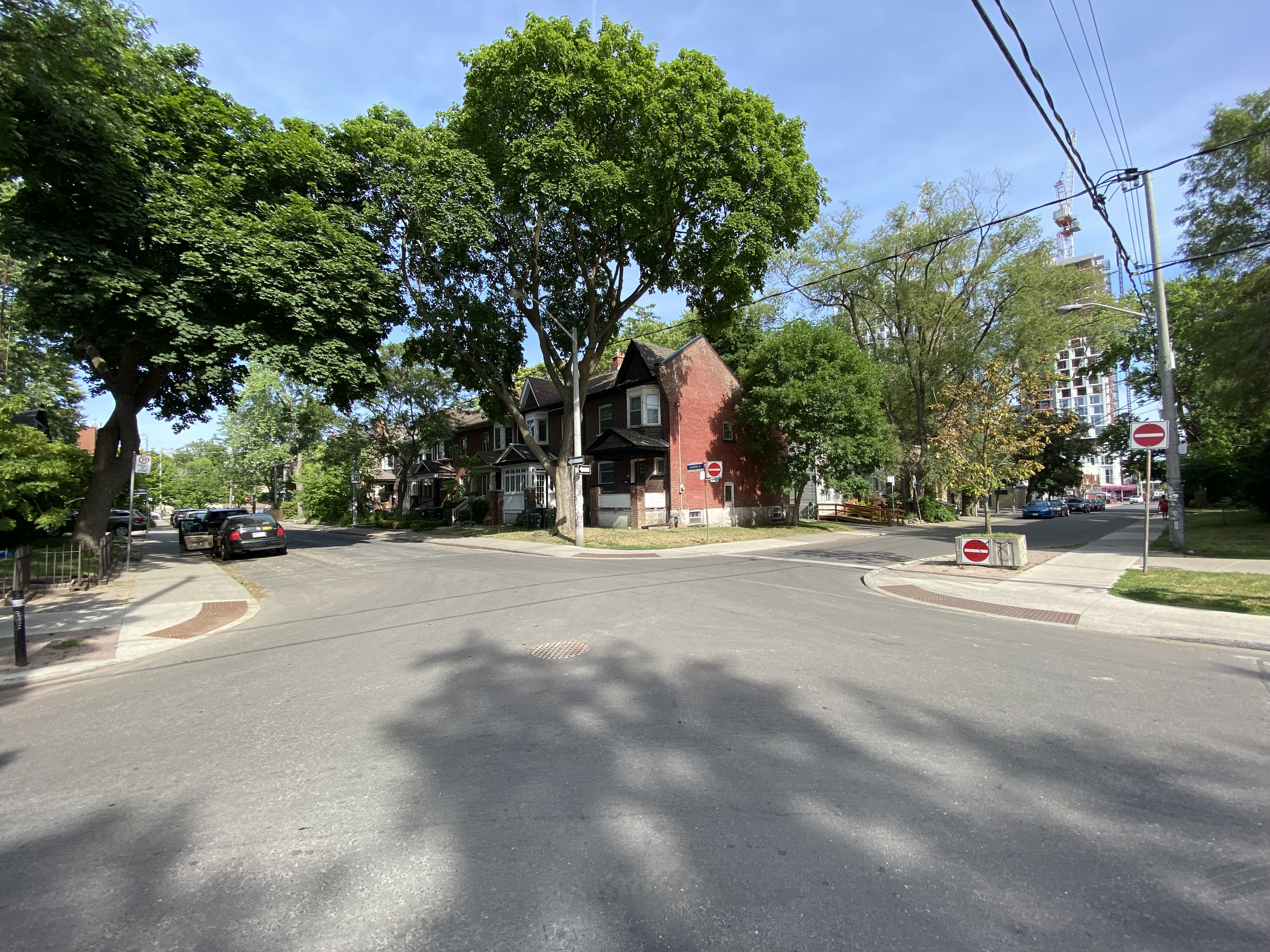
萬錦街夾倫敦街一景

- Historicist: A Village Grows on Markham Street （页面存档备份，存于）
- 57 Markham Street/Then,Then and Now （页面存档备份，存于）
- Google Maps of Markham Street （页面存档备份，存于）

43°39′24″N 79°24′33″W / 43.656742°N 79.409135°W